# Vladimir Zagorodny
Vladimir Zagorodny (anciennement Volodymyr Zagorodny jusqu'à 2014 inclus), né le 27 juin 1981 à Simferopol, est un coureur cycliste russe, mais ukrainien jusqu'à fin 2014.

## Palmarès sur route

### Par années
- 2004
  - Giro Ciclistico del Cigno
  - Gran Premio Calvatone
- 2005
  - Trophée Unidelta
- 2006
  -  Champion d'Ukraine sur route
  - Gran Premio della Possenta
  - Gran Premio Industria Commercio e Artigianato di Botticino
  - Tour de la province de Cosenza :
    - Classement général
    - 2e étape

  - Circuito Salese
  - 2e du Trophée MP Filtri
  - 2e du Lombardia Tour
  - 3e de la Targa Libero Ferrario
- 2007
  -  Champion d'Ukraine sur route
  - 3e du Trophée Melinda
  - 3e de la Coppa Placci
- 2008
  - 1re étape du Tour du Trentin
  - 5e étape du Tour du lac Qinghai
  - 3e du championnat d'Ukraine sur route
  - 3e du Grand Prix de l'industrie et du commerce de Prato
- 2009
  -  Champion d'Ukraine de course à étapes[1]
- 2012
  - 5e étape du Tour de Bornéo
- 2013
  - Prologue du Tour de Roumanie (contre-la-montre par équipes)
  - 3e du championnat d'Ukraine sur route

### Classements mondiaux
| Année           | 2008 | 2009 | 2010 | 2011 | 2012 | 2013 | 2014 |
| --------------- | ---- | ---- | ---- | ---- | ---- | ---- | ---- |
| UCI Asia Tour   | 118e |      |      |      | 236e |      | 225e |
| UCI Europe Tour |      |      |      |      |      |      | 893e |

## Palmarès sur piste

### Coupe du monde
- 2003
  - 1er de la poursuite par équipes au Cap (avec Alexander Simonenko, Vitaliy Popkov, Volodymyr Dyudya)
  - 3e de la poursuite par équipes à Moscou
- 2004
  - 2e de la poursuite par équipes à Moscou
- 2004-2005
  - 1er de la poursuite par équipes à Moscou (avec Volodymyr Dyudya, Roman Kononenko, Vitaliy Popkov)
- 2005-2006
  - 3e de la poursuite par équipes à Moscou
  - 3e de la poursuite par équipes à Los Angeles

### Championnats d'Europe
- Büttgen 2002
  -  Champion d'Europe de poursuite par équipes espoirs (avec Vitaliy Popkov, Roman Kononenko et Volodymyr Dyudya)
- Moscou 2003
  -  Champion d'Europe de poursuite par équipes espoirs (avec Vitaliy Popkov, Roman Kononenko et Volodymyr Dyudya)